# Tuddenham St Martin
Tuddenham St Martin est un village et une paroisse civile du Suffolk, en Angleterre.